# Linha Tronco (Estrada de Ferro Sorocabana)
A Linha Tronco da Estrada de Ferro Sorocabana é uma estrada de ferro do estado de São Paulo. Possui mais de 800 km de extensão, sendo 36 km  em bitola mista (1,00 e 1,60m) sendo os demais em bitola métrica, ligando São Paulo à Presidente Epitácio.

## História
Exatamente às 13 horas do dia 13 de junho de 1872 um grupo de homens munidos de pás e enxadas iniciava, no centro de Sorocaba, à margem do Córrego Supiriri, a construção da Estrada de Ferro Sorocabana (EFS). A ferrovia, projetada e bancada por empresários, teve o trecho entre Sorocaba e São Paulo concluído em três anos, um feito até para os dias atuais.   
O Estado de S. Paulo, 13 de junho de 2002 /Memória de ferroviário resgata tempos áureos da Sorocabana - Com trens parados e estações desativadas, linha férrea completa 130 anos de existência
Em 13 de junho de 1872 é iniciada a construção da linha tronco de 110 km de extensão, ligando Sorocaba à São Paulo. Em 1874  o banco Deutsch Brasilianische Bankum (que faliria pouco tempo depois) concedeu um empréstimo para conclusão das obras da estrada  que teria o seu trecho inicial inaugurado em 10 de julho de 1875 com as seguintes estações: Sorocaba, Piragibu, Pantojo, São Roque (1ª estação que hoje está sem trilhos após uma retificação de linha), Baruery, Barra Funda e São Paulo (atual Júlio Prestes). Na estação São Paulo havia armazens de distribuição e uma linha que se conectava à ferrovia São Paulo Railway por onde escovam os produtos de Sorocaba e região até o porto de Santos.
Posteriormente a linha seria ampliada até atingir Presidente Epitácio em 1 de maio de 1922.

## Operação
Em 1999, a Linha Tronco da Sorocabana foi concedida pela RFFSA, como parte da Malha Paulista. Porém, o trecho entre Botucatu e Mairinque passou a fazer parte da Malha Oeste e o trecho entre Botucatu e Presidente Epitacio passou a fazer parte da Malha Sul, da RFFSA. Atualmente ambas as concessões são operadas pela concessionária Rumo Logística. 
Já o trecho inicial da linha entre a estação Estação Júlio Prestes e a Estação Mairinque, está sob administração da Companhia Paulista de Trens Metropolitanos (CPTM) e tem uso compartilhado.

## Eletrificação
| Trecho eletrificado .                   | Data                   | Comprimento (km) |
| --------------------------------------- | ---------------------- | ---------------- |
| São Paulo - Sorocaba                    | 8 de dezembro de 1944  | 104,342          |
| Sorocaba - Iperó                        | 14 de agosto de 1945   | 35,130           |
| Iperó-Cerquilho                         | janeiro de 1947        | 24,718           |
| Cerquilho-Laranjal Paulista             | 15 de dezembro de 1947 | 24,148           |
| Laranjal Paulista-Juquiratiba           | 1 de maio de 1949      | 30,863           |
| Iperó-Tatuí                             | 30 de julho de 1950    | 18,575           |
| Tatuí-Morro do Alto                     | 1951                   | 42,833           |
| Juquiratiba-Botucatu                    | 16 de outubro de 1951  | 50,707           |
| Botucatu-Rubião Júnior                  | 1952                   | 5,772            |
| Rubião Júnior-Pátio 3 (Itatinga)        | 1953                   | 30,210           |
| Pátio 3 (Itatinga)-Bernardino de Campos | abril de 1954          | 37,444           |
| Bernardino de Campos-Ibirarema          | 1961                   | 36,600           |
| Ibirarema-Assis                         | 1968                   | 64,200           |

## Trechos por velocidade
| Trecho                                       | Raio mínimo | Velocidade Máxima | Rampas máximas | Comprimento (km) |
| -------------------------------------------- | ----------- | ----------------- | -------------- | ---------------- |
| São Paulo (SP) - Iperó (SP)                  | 230m        | 62 km/h           | 2%             | ?                |
| Iperó (SP) - Presidente Epitácio (SP)        | 80m         | 37 km/h           | 2,25%          | ?                |
| Ramal de Itararé - Iperó (SP) - Itararé (SP) | 143m        | 49 km/h           | 2%             | ?                |